# Чукву, Рафаэль
Рафаэль Ндукве Чукву (англ. Raphael Ndukwe Chukwu; род. 22 июля 1975, Аба, Абиа) — нигерийский футболист, нападающий.

## Карьера

### Клубная карьера
Во взрослом футболе дебютировал в 1992 году в клубе «Эньимба», который покинул спустя один сезон, присоединившись к команде «Удоджи Юнайтед».
В 1995 году стал выступать за «Шутинг Старз», после чего перешёл в южноафриканский клуб «Мамелоди Сандаунз». В 1999 году Чукву подписал контракт с итальянским клубом «Бари», однако, большую часть времени в клубе провёл в аренде в своём бывшем клубе «Мамелоди Сандаунз» и турецком «Ризеспоре».
В 2004 году покинул Италию и вновь стал выступать за «Мамелоди Сандаунз», но впоследствии был дисквалифицирован ФИФА за невыполнение контрактных обязательств перед «Ризеспором», после чего завершил футбольную карьеру.

### Карьера в сборной
В 1995 году дебютировал в официальных матчах в составе национальной сборной Нигерии. В 2000 году был в составе команды, завоевавшей серебряные медали на Кубке африканских наций, забив гол в финальном матче против сборной Камеруна.
Всего в составе сборной принял участие в десяти матчах, отметившись тремя забитыми мячами.